# Cochliopodina argentifera
Cochliopodina argentifera är en fjärilsart som beskrevs av Erich Martin Hering 1931. Cochliopodina argentifera ingår i släktet Cochliopodina och familjen snigelspinnare. Inga underarter finns listade i Catalogue of Life.